# Keana Hunter
Keana Hunter (* 4. März 2004 in Seattle, Washington) ist eine US-amerikanische Synchronschwimmerin.

## Erfolge
Keana Hunter gab 2019 ihr internationales Debüt und sicherte sich 2023 ihre erste Medaille bei einer Meisterschaft. In Fukuoka wurde sie im Akrobatik-Wettkampf mit der Mannschaft Vizeweltmeisterin. Ein Jahr darauf belegte sie bei den Weltmeisterschaften in Doha im Akrobatik-Wettkampf den dritten Platz.
Bei den Olympischen Spielen 2024 in Paris gehörte Hunter zum US-amerikanischen Aufgebot im Mannschaftswettbewerb. Während die US-Amerikanerinnen im technischen Teil mit 282,7567 Punkten das viertbeste Resultat erzielten, gelang ihnen in der Kür und der Akrobatik mit 360,2688 Punkten bzw. 271,3166 Punkten jeweils das zweitbeste Ergebnis. Damit beendeten sie den Wettkampf mit 914,3421 Punkten auf Rang zwei, hinter der dominierenden chinesischen Mannschaft mit 996,1389 Punkten, und vor Spanien mit 900,7319 Punkten. Neben Hunter erhielten außerdem Anita Alvarez, Jaime Czarkowski, Megumi Field, Audrey Kwon, Jacklyn Luu, Daniella Ramirez und Ruby Remati die Silbermedaille.
Hunter hat einen Zwillingsbruder und besitzt außerdem die kanadische Staatsbürgerschaft.